# Sebastian Döhrer
Sebastian Döhrer (né le 24 mai 1985 à Suhl) est un coureur cycliste sur piste allemand.

## Biographie
Dans les années 2000, Sebastian Döhrer est l'un des meilleurs cyclistes sur piste allemands dans les disciplines du sprint. En tant que junior (moins de 19 ans), il remporte plusieurs titres de champion d'Allemagne en vitesse individuelle, vitesse par équipes, keirin et kilomètre contre-la-montre. En 2003, il est Champion du monde de vitesse par équipes juniors à Moscou, avec Dominik Harzheim et Daniel Giese. Il est également médaillé de bronze de la vitesse individuelle derrière Tsubasa Kitatsuru et Grégory Baugé.
À partir de 2004, Döhrer court avec les élites et termine plusieurs fois sur le podium aux championnats d'Allemagne sur piste. Lors de la Coupe du monde 2011 à Pékin, il termine deuxième du tournoi de vitesse derrière le double champion du monde Kévin Sireau. En janvier 2013, il met fin à sa carrière après avoir remporté le tournoi de vitesse lors des Six Jours de Brême.

## Palmarès

### Championnats du monde
- Moscou 2003 (juniors)
  -  Champion du monde de vitesse par équipes juniors (avec Dominik Harzheim et Daniel Giese)
  -  Médaillé de bronze de la vitesse juniors
- Apeldoorn 2011
  - 16e de la vitesse

### Coupe du monde
- 2008-2009
  - 3e de la vitesse par équipes à Manchester
  - 3e de la vitesse par équipes à Pékin
- 2010-2011
  - 2e de la vitesse à Pékin

### Championnats d'Europe
- Fiorenzuola d'Arda 2005
  - 7e du kilomètre espoirs
  - 9e de l'omnium sprint
- Athènes 2006
  - 6e de l'omnium sprint
  - 8e du kilomètre espoirs

### Championnats d'Allemagne
- 2002
  -  Champion d'Allemagne de vitesse par équipes juniors (avec Maximilian North et Michael Seidenbecher)
- 2004
  -  Champion d'Allemagne du kilomètre juniors
  -  Champion d'Allemagne de keirin juniors
  -  Champion d'Allemagne de vitesse juniors
  -  Champion d'Allemagne de vitesse par équipes juniors (avec  Dominik Harzheim et Robert Förstemann)
- 2007
  - 2e du keirin
  - 3e du kilomètre
- 2008
  - 3e de la vitesse
- 2009
  - 2e de la vitesse